# Hayato Ochi
Hayato Ochi (japanisch 越智 隼人 Ochi Hayato; * 17. Juli 1982 in der Präfektur Saitama) ist ein ehemaliger japanischer Fußballspieler.

## Karriere
Ochi erlernte das Fußballspielen in der Jugendmannschaft von Yokohama Flügels und Yokohama F. Marinos. Seinen ersten Vertrag unterschrieb er 2001 bei den Cerezo Osaka. Der Verein spielte in der höchsten Liga des Landes, der J1 League. 2001 erreichte er das Finale des Kaiserpokal. Am Ende der Saison 2001 stieg der Verein in die J2 League ab. Für den Verein absolvierte er fünf Erstligaspiele. 2003 wechselte er zum Ligakonkurrenten Montedio Yamagata. Für den Verein absolvierte er zwei Ligaspiele. Ende 2004 beendete er seine Karriere als Fußballspieler.

## Erfolge
Cerezo Osaka
- Kaiserpokal

Finalist: 2001